# Thomas Howes (actor)
Thomas Howes (Doncaster, Yorkshire, 16 de julio de 1986) es un actor y músico británico. Estudio en la Escuela de Música y Drama Guildhall. Es conocido por haber interpretado a William Mason, el segundo lacayo en la serie de ITV,  Downton Abbey e interpretó al jugador de Manchester United Mark Jones en la película del 2011 acerca del desastre de aire de Múnich, United. También ha actuado en el papel de Dickie en El Chico de los Winslow (Theatre Royal en Bath) y como Scripps en The history Boys (gira por el Reino Unido del Teatro Nacional), y en la radio en la función de Joseph Prado en Tulipanes en Invierno. Interpretó a Winston Churchill en un episodio de la sexta temporada del espectáculo de televisión canadiense Murdoch Misteries.

## Filmografía parcial[8]
- 2016 Houdini y Doyle (Mini-Series de TV)

- The Monsters of Nethermoor (2016) ... Constable Booth
- 2016 Dark Angel (Mini-Series de tv)

- Episode #1.1 (2016) ... George Ward
- Episode #1.2 (2016) ... George Ward
- 2013 Murdoch Mysteries (TV Series)

- Winston's Lost Night ... Winston Churchill
- 2012 Anna Karenina

-Yashvin
- 2010-2011Downton Abbey (Series de tv)

-12 episodios - William Mason
- 2011 United

Mark Jones
- 2008 ChuckleVision (Serie de tv)

- The Mystery of Little-Under-Standing (2008) ... Young Raef